# إد مونتاغيو (حكم كرة قاعدة)
إد مونتاغيو (بالإنجليزية: Ed Montague) هو حكم كرة قاعدة ‏ أمريكي، ولد في 3 نوفمبر 1948 في سان فرانسيسكو في الولايات المتحدة.